# Schaff–Herzog Encyclopedia of Religious Knowledge

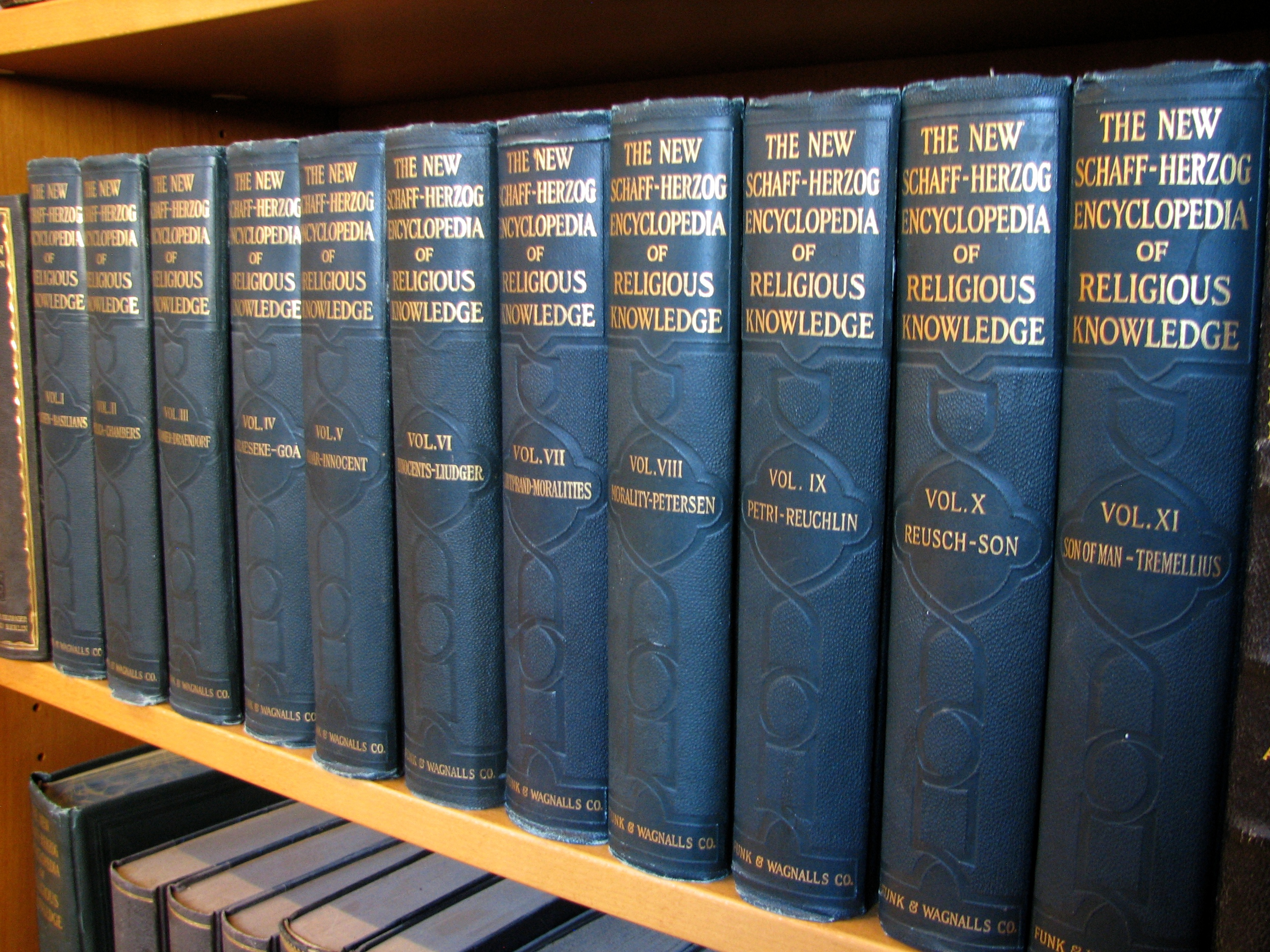
Un ensemble de The New Schaff-Herzog Encyclopedia of Religious Knowledge.

La Schaff–Herzog Encyclopedia of Religious Knowledge est une encyclopédie religieuse. Elle est basée sur une encyclopédie allemande antérieure de:Realenzyklopädie für protestantische Theologie und Kirche.
Comme la Realencyklopädie, elle se concentre sur le christianisme d'un point de vue essentiellement protestant.
La dernière édition, intitulée The New Schaff–Herzog Encyclopedia of Religious Knowledge, est publiée en
1908-1914 en 13 volumes, basée sur la troisième édition de la Realencyklopädie (1896-1909).